# YJ-8
YJ-8 (Hán Việt: Ưng Kích 8; tiếng Trung: 鹰击-8; bính âm: Yingji-8; nghĩa đen 'Đại bàng tấn công 8'; tên định danh NATO: CSS-N-4 Sardine) là một loại tên lửa hành trình chống hạm cận âm được thiết kế và phát triển bởi Tập đoàn Khoa học và Công nghiệp Hàng không Vũ trụ Trung Quốc (CASIC).

## Thiết kế
Trung Quốc thiết kế YJ-8 dựa trên phiên bản tên lửa MM38 Exocet của Pháp; hai loại tên lửa này có cấu hình hoạt động gần như giống hệt nhau. Việc sao chép MM38 diễn ra trong vòng chưa đầy mười năm trong hoàn cảnh nền tảng công nghiệp chưa phát triển vào thời điểm đó cho thấy rằng Trung Quốc đã tiếp cận được công nghệ đã qua kiểm chứng của bản gốc.
YJ-8 có nhiều thay đổi đáng kể so với tên lửa chống hạm đầu tiên của Trung Quốc có nguồn gốc từ P-15 Termit. YJ-8 có trọng lượng nhẹ hơn, đầu đạn nhỏ hơn nhưng vẫn có cùng tầm bắn và vận tốc.

## Phát triển
YJ-8 được chấp thuận phát triển vào cuối năm 1976 sau vài năm các nhà khoa học Trung Quốc tích cực nghiên cứu về tên lửa nhiên liệu rắn. Theo bài viết năm 1991 của tạp chí Aerospace China, việc phát triển động cơ tên lửa bắt đầu vào năm 1978, và hoàn tất bay thử trong năm 1985. Năm 1987, YJ-8 đạt hiệu suất hoạt động ban đầu trong Hải quân Trung Quốc, nước này cũng công bố phiên bản xuất khẩu được đặt tên là C-801.
Năm 1988, Tập đoàn Khoa học và Công nghiệp Hàng không Vũ trụ Trung Quốc được nhận Giải thưởng Tiến bộ Khoa học và Công nghệ Quốc gia nhờ thành tích phát triển YJ-8.

## C-801
C-801 là phiên bản xuất khẩu của YJ-8, phiên bản này đã không được đưa ra thị trường từ sau năm 2003.

## Biến thể
YJ-8
Phiên bản đầu tiên, sử dụng cánh cố định.
YJ-8A
Phiên bản cải tiến sử dụng cánh có thể gấp lại.
YJ-81
Phiên bản phóng từ trên không mà không có tầng nhiên liệu tăng cường lực đẩy. Thường bị gọi nhầm là YJ-8K.
YJ-82
Phiên bản phóng từ tàu ngầm.
C-801
Phiên bản xuất khẩu của YJ-8.
C-801K
Phiên bản xuất khẩu của YJ-81.

## Quốc gia sử dụng
Iran
- Không quân Iran: C-801K[5]

 Myanmar
- Hải quân Myanmar: C801[7]

 Trung Quốc
- Hải quân Trung Quốc[3]

 Thái Lan
- Hải quân Thái Lan: C-801[3]

 Yemen
- Hải quân Yemen: C-801[1]